# Тревиранус, Офиса
Офиса Тревиранус (Ofisa Treviranus; род. 31 марта 1984, Мотоотуа, Западное Самоа) — самоанский регбист. Позиция — игрок задней линии нападения, фланкер, «восьмёрка».

## Биография
В июне 2009 года дебютировал в сборной Самоа по регби-15 в матче против Японии. На ЧМ-2011, где самоанцы не вышли из группы, Тревирануc выходил на поле в 3 из 4 матчей группового этапа. В июне 2015 года назначен капитаном сборной Самоа. Осенью того же года играл на втором для себя чемпионате мира по регби-15, провёл 3 из 4 матчей своей команды, занёс попытку в игре со сборной США.
Выступал также за сборную Самоа по регби-7, с ним в составе победившую в общем зачёте Мировой серии в сезоне 2009/10. В её составе участвовал в чемпионате мира 2009 года, дважды (2006, 2010) участвовал в Играх Содружества.
На клубном уровне с ноября 2011 года по 2019 год выступал за «Лондон Айриш» (чемпионат Англии, Чемпионат Регбийного союза). Двукратный победитель чемпионата Регбийного союза (2017, 2019). В сезоне 2007/08 выступал за ирландский «Коннахт», с 2008 по 2011 год за самоанские клубы. С 2019 года — игрок клуба «Чиннор»  из третьей по силе лиги Англии.
Младший брат — Алапати Леиуа, также регбист. Офиса Тревиранус женат, имеет двоих детей.